# Náměstí Pod Emauzy
Náměstí Pod Emauzy je malé náměstí na Novém Městě v Praze 2 pod Emauzským klášterem, nedaleko Palackého náměstí.

## Historie a popis
Náměstí vzniklo v roce 1925, kdy byla tato část Nového Města upravena po rozsáhlé asanaci a v letech 1924–1929 tu byl vytvořen nový prostor s Palackého náměstím, Zítkovými sady a areálem nových vládních budov podle návrhu architekta Bohumila Hypšmana. Název získalo náměstí podle své polohy pod Emauzským klášterem a uchovalo si ho od svého vzniku beze změny.

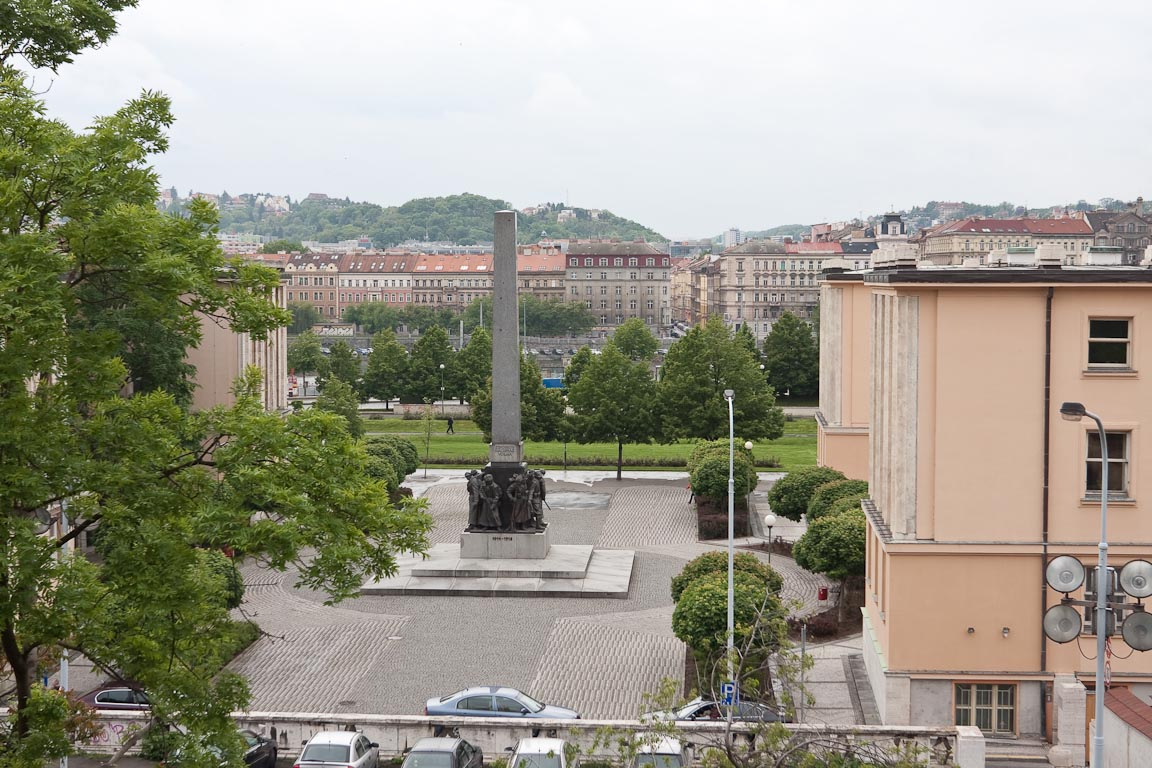
Pohled od východu (v pozadí Zítkovy sady a vltavské nábřeží)

Náměstí má tvar obdélníku o rozměrech asi 30 × 75 m, na širších stranách ho ohraničují budovy Ministerstva zdravotnictví (na severu) a Ministerstva práce a sociálních věcí (na jihu). Na západní straně jsou Zítkovy sady, východní strana je zakončena travertinovou zídkou s ozdobným zábradlím, která odděluje sousední parkoviště. Ve svahu za ním jsou budovy Emauzského kláštera s výraznými, 50 metrů vysokými novodobými věžemi podle návrhu architekta Františka Maria Černého realizovaného v letech 1964–1968.
Dominantou náměstí je pomník Praha svým vítězným synům, složený z hladkého žulového obelisku a kolem něj komponovaného bronzového sousoší. Tento památník Pražanům padlým v 1. světové válce je připomínkou legionářského odboje a vzniku Československé republiky. Vytvořil jej Josef Mařatka. Postavy jsou vysoké tři metry a jedním mezi nápisy na pomníku je dvojverší básníka Viktora Dyka: „Opustíš-li mne, nezahynu. Opustíš-li mne, zahyneš!“.
Pomník byl slavnostně odhalen 29. října 1932, k desátému výročí návratu všech legionářů do vlasti. V roce 1940 nacisté nařídili pomník odstranit a zničit. V rozebrané a zčásti poškozené podobě včetně několika sádrových modelů se dochoval v depozitáři Muzea hlavního města Prahy. Znovu byl odhalen 28. října 1998. Původní podobu včetně všech nápisů obnovila sochařka a restaurátorka Kateřina Amortová.